# 成佛
成佛，佛教术语，菩萨因位之行六度及十度万行究竟圓滿而成办阿耨多罗三藐三菩提（汉译爲無上正等正覺），证悟佛果（巴利語：或）。

## 概论
佛者，全名称佛陀，梵语之音译，意译爲觉者。

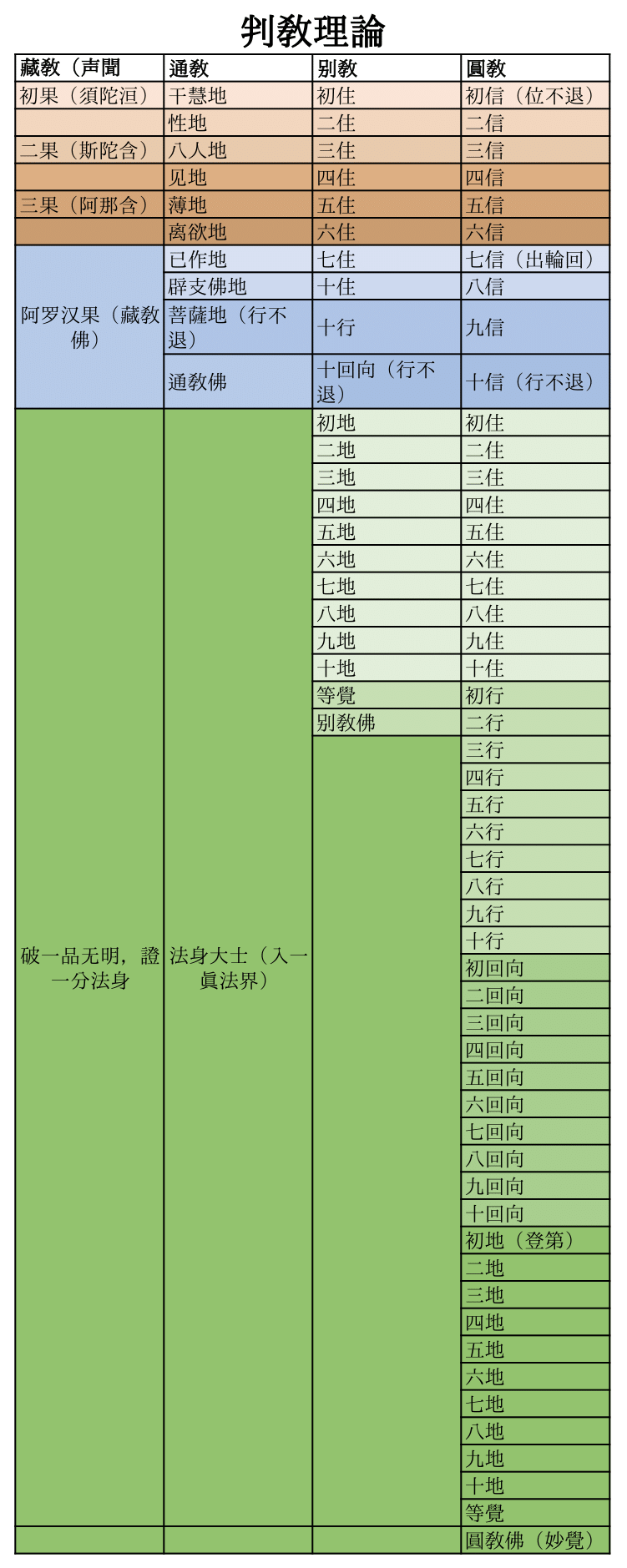

大乘佛教显宗天台宗立四种之成佛（藏教佛、通教佛、别教佛、圆教佛），认为虽名成佛，但除了圆教佛外都不是究竟圆满的无上正等正觉佛，但仍已了生死、脱轮回。北传大乘佛教中，一般以无上正等正觉爲最终目标，故汉传佛教语境下说“成佛”者，一般谓无上正等正觉究竟佛（圆教之圆觉佛）。天台宗判教称阿羅漢为藏教佛，实际上并非究竟佛，但已脱离轮回，不受後有。
《地藏占察经》说四满成佛——信满成佛、解满成佛、行满成佛、证满成佛：一、信满成佛：於十信之满位决定信诸法不生不灭，清净平等，无所愿求；二、解满成佛：於十住之满位，深解法性，不起生死之想，不起涅槃之想，心无所怖，亦无所欣；三、行满成佛：於十地之满心，能除一切无明诸惑，菩提之愿行皆具足；四、证满成佛：於妙觉之佛地得无分别寂静法智及不可思议的胜妙功德，即无上正等正觉佛。
禅宗讲即生成佛。密宗立三种之即身成佛，理具即身成佛、加持即身成佛、顯得即身成佛，亦非究竟圆满佛；藏密宁玛派多以大圆满法门修得，不过印光大师评：“即身成佛的意义，是说密宗工夫，修到成功的时候，现身就可成道；然而这样成道，不过是了生死而已，勉强说做成佛，或亦可以，如果是真的当做成了五住究尽，二死永亡的佛，那就大错特错了。”
南传佛教教法以声闻乘为主，以阿罗汉果爲最终果位；在證覺上，佛陀與阿羅漢無別，在巴利三藏的註解以及小部中包含了菩薩修行以及成佛的有關內容，在近代由緬甸明昆西亞多（Mingun Sayadaw 1911-1993）所整理，命名為《大佛史》（漢譯作《南傳菩薩道》）。

## 日本的概念
日本民間在日常會話和文學作品中一般认为任何人死亡後，不論生前善惡、有無證果，均能前往西方極樂世界，故謂死後「成佛」。「不能成佛」則指某人死後靈魂在現世徘徊。
太平洋战争时期，美国人类学家鲁思·本尼迪克特在其关于日本文化的著作《菊与刀》中报告称，“……他们（日本人）拒绝了佛教的说法（因果报应），即死后根据生前的行为，将目的地分为极乐和地狱。不管是什么样的人，死后都会成佛……在其他佛教国家，没有这种说法……”
另外，民事诉讼法学者高桥宏志在杂志上投稿了一篇短文，内容大致是法律工作者只要做对人有用的工作就好，如果被感谢的话就可以成佛。由此，在法律界，随着司法制度改革，年轻律师在经济上穷困或停业的现象被称为“成佛”。也就是说，不是去安乐的世界，而是在某种意义上作为相反状态的词语使用，甚至出现了“还是成为公司职员或公务员比较好”的人。